# 薛修義
薛修義（477年—554年9月5日），字修义，一字公让，河東郡龙门县（今山西省河津市）人，祖籍河東郡汾阴县（今山西省运城市万荣县），北魏、東魏、北齐官员。

## 生平
薛修义的曾祖薛绍是北魏七兵尚书、太子太保，祖父薛寿仁是河东郡河北郡二郡太守、秦州刺史、汾阴公，父亲薛宝集是定阳郡太守。
薛修义年少时结交行为不法的人，轻财重义，非法召集强横狡诈不守法纪的人，当时有遇到危难之人来投奔的，薛修义大多都能将他们都能收容藏匿。薛修义虚龄十七岁时，被北魏司州牧、咸阳王元禧征召出任法曹从事。北海王元颢镇守徐州，征召薛修义出任墨曹参军。正光末年，北魏天下兵起，元颢出任征西将军，都督华豳东秦诸军事，兼任左仆射、西道行台，以薛修义为统军。当时有诏令，能招募三千兵员的任用为别将。于是薛修义回到河东郡，又走遍平阳郡、弘农郡等地，共招募七千人，于是薛修义获任命出任平北将军、西道别将。之后东夏州、西夏州、南华州、北华州、豳州等地都出现叛乱，元颢进军讨伐，薛修义率领部众跟随，很有战功。孝昌二年（526年）六月，南绛县蜀族陈双炽等人聚集在汾水河畔，朝廷诏令薛修义出任大都督，与行台长孙稚共同讨伐陈双炽。薛修义因为陈双炽是自己的同乡，就轻装简从直至其军垒下，对陈双炽晓以利害，陈双炽等人就投降了。于是薛修义出任龙门镇将。
孝昌三年（527年）十月，薛修义的族人薛凤贤等人作乱，包围龙门镇城。薛修义也认为天下在混乱动荡之中，就自行其是放肆作为，和薛凤贤一起聚众叛乱，自号黄钺大将军，分别占据盐池，围攻蒲坂，东西互相呼应响应萧宝寅，北魏行台长孙稚占据河东。魏孝明帝诏令都督宗正珍孙前往讨伐薛修义。宗正珍孙的军队还没到，薛修义就羞愧后悔了，于是派部下孙怀彦带表章自我陈述，请求朝廷派一名大将前来招抚。魏孝明帝派遣西北道大行台胡元吉奉诏招抚，薛修义投降。薛凤贤等人仍然聚众据守在险要之处，孝昌四年（528年）正月，长孙稚的讨伐军驻扎在弘农郡，宗正珍孙的讨伐军驻扎在灵桥，都未能前进。薛修义和堂叔薛善乐、堂弟薛嘉族等人各自率领州郡乡兵作出进攻薛凤贤的态势。行台左丞杨侃对长孙稚说:“昔日曹操与韩遂、马超挟潼关对垒，胜负的道理，很长时间不能判断。哪里是主将才能雄武相类似，算计谋略相抗衡，应当是因黄河、华山险要阻隔，难用谋略。现在贼寇守潼关，将险要处全部占领，即便曹操再生，也没有办法施展奇计。必须北上取蒲坂，飞舟渡至西岸，置将士于死地，人人有斗志，华州的包围可不战而解，潼关的贼兵一定望风溃散。各处平定后，长安自然攻克。如我愚笨的考虑可取，请让我做明公的前驱。”长孙稚说：“薛修义已包围河东，薛凤贤又据守安邑，都督宗正珍孙将部队停在虞坂，很久不能前进，虽有此计策，还因此有疑虑。”杨侃说:“宗正珍孙只不过是军阵中一介武夫，因偶然的机缘得以成为将领，他只能被人驱使，哪能指挥得了其他人。一旦接受元帅的重任，处理三军事务，精神就乱了，怎能胜任围击敌人的任务。河东治所在蒲坂，西连黄河岸，所属的百姓，多居东部。薛修义驱赶率领丁壮勇士，西围郡城，家人弱小，还居在原村，如果领军队进逼，人心各自混乱，战士人人想归家，则郡城的包围自然解除。不战而胜，明显地在眼前。”长孙稚听从了杨侃的话，命令儿子长孙子彦等人率骑兵与杨侃在弘农北渡河。长孙子彦所率都是骑兵，习惯野战，不善攻城，就进驻石锥壁。杨侃就颁布告示说:“现在暂且驻军在这里，以等待步兵，同时观察民心向背，然后继续进军。如果有送投降者名姓的，各自回村，等候中央军举燃烽火，各村也响应点火，以表明降顺。那没有响应燃烽火的村，就是不投降的村，按理就应杀戮，财产赏给士兵。”百姓就互相转告，实际上未投降的，也假装归顺点燃烽火，一夜之间，火光遍及数百里内。围困蒲坂的敌人，不明原因，各自溃散归家，薛修义也随即逃走。薛修义写信给薛凤贤以示祸福，薛凤贤于是和薛修义一起投降。北魏朝廷任命薛凤贤为龙骧将军、假节、稷山镇将，封夏阳县子，食邑三百户，又任命薛修义为龙骧将军，封汾阴县侯，食邑八百户。永安二年（529年），元颢攻入洛阳，薛修义和陈双炽等人都受到元颢的指挥，率兵攻打晋州州城，晋州刺史樊子鹄出城与薛修义、陈双炽交战，将他们打的大败，樊子鹄又在土门县击败薛修义。
尔朱荣认为薛修义是豪猾奸狡反复之徒，将薛修义扣押起来送到晋阳，和高昂、李徽伯、李无为等人一起关押禁闭。尔朱荣前往洛阳时，让薛修义跟随自己，安置在驼牛署。尔朱荣死后，魏孝庄帝任命薛修义为弘农郡、河北郡、河东郡、正平郡四郡大都督，与薛善乐、裴元隽、薛崇礼、薛憘族等人隶属于西北道行台元显恭，率领禁军，西援平阳，抵御尔朱世隆。高欢当时是晋州刺史，见到了薛修义，对他很优厚。尔朱兆拥立元晔为皇帝，任命薛修义为右将军、陕州刺史，署理安南将军。魏节闵帝元恭初年，薛修义出任使持节、后将军、南汾州刺史。
高欢在信都起兵，于韩陵之战击败尔朱氏联军后，高欢派人征召薛修义到晋阳，任命薛修义代理并州刺史。薛修义又跟随高欢平定尔朱兆。永熙三年（534年），魏孝武帝西入关中，高欢率军前往潼关，任命薛修义为关右行台，率领都督贵等数千人从龙门渡过黄河。西魏北华州刺史薛崇礼驻军于杨氏壁，薛修义写信招降薛崇礼，薛崇礼率领一万多人向东魏投降，薛修义因此占据杨氏壁。当时司空参军薛端与族人以及家僮等人原先在等先在杨氏壁中，薛修义于是命令部下逼迫薛端等人东渡黄河。正要渡河时天色已晚，薛端秘密的与族人以及家僮叛逃。薛修义派遣骑兵追赶，薛端边战边退，于是进入石城栅，得以幸免。石城栅中原先有数百家人口，薛端与他们合力坚守。乙干贵等人数次来宽慰劝喻，知道薛端无意投降，于是将军队撤回到河东。永熙三年（534年）十一月，樊子鹄占据兗州不服从高欢，薛修义跟随大司马娄昭将他平定。天平年间，薛修义出任散骑常侍、卫将军，又出任中军大将军、南中郎将、兼任汲郡太守、汲郡顿丘郡淮阳郡东郡濮阳五郡都督，又升任使持节、东徐州刺史，没能上任，很快薛修义兼任尚书仆射，为西南道大行台。
天平四年（537年）十月，东魏在沙苑之战中战败，薛修义跟随各路军队撤退。返回后，代理晋州刺史封延之弃城逃走，薛修义追到洪洞，劝说封延之回城防守，封延之不听。薛修义回到晋州，安集军民固守。西魏仪同长孙子彦围困晋州城，薛修义打开城门，埋伏好兵甲等待他，长孙子彦不知道城中虚实，于是退走。高欢很赞赏薛修义，加薛修义仪同三司，很快任命薛修义为使持节、都督晋州诸军事、晋州刺史、中军大将军、仪同三司如故，给鼓吹一部，赏赐给薛修义一千匹布帛。元象元年（538年），宇文泰大举出兵攻向河阳县，高欢率兵讨伐，派遣汾州刺史斛律金前往太州，成为掎角之势，斛律金到了晋州后因为东魏大军已经撤退就无法前进，就和行台薛修义汇合，共同围困乔山的西魏军。很快高欢的军队来到，一起平定了乔山的西魏军。薛修义在晋州活捉了西魏的正平郡太守段荣显，又招降胡酋胡垂黎等人的部落数千人，上表将他们安置在五城郡。武定元年（543年）二月，高仲密叛变东魏，朝廷任命薛修义出任西南道行台，成为掎角之势，薛修义未能上任。不久，薛修义转任使持节、都督齐州诸军事、中军大将军、齐州刺史，因为收受贿赂被除去名籍，追念薛修义防守晋州的功劳，朝廷恢复他的官爵，仍然任命薛修义为卫尉卿、中军大将军、仪同三司如故。这时山胡侵扰晋州，朝廷派遣薛修义追击讨伐，将山胡击败，薛修义因功进爵正平郡开国公，食邑一千户，加开府。高澄继承霸府，遵守高欢遗言，将薛修义封減三百户，另外封平乡县男。北齐建立后，薛修义出任护军将军，又封蓝田县开国公，食邑一千户，升任太子太保。天保五年七月廿三日（554年9月5日），薛修义在并州西汤亭去世，虚岁七十八，朝廷赠予晋太华三州諸軍事、晋州刺史、司空公、其余官职如故，太常定谥号为武，同年十二月九日（555年1月17日）葬于邺城西南。儿子薛文殊继承爵位。
皇建元年十一月庚申（560年12月15日），齐孝昭帝高演诏令将薛修义等三人合祭于齐文宣帝高洋的宗庙。

## 其他

### 救援表兄
薛修义表兄元寿兴被判死刑后，因为担心最终无法免于死刑，就让薛修义带领十辆车运输小麦经过囚牢旁边。元寿兴趁机翻墙出来，薛修义用大木盒装上元寿兴，上面盖着小麦，装载着他逃了出来。元寿兴于是前往河东郡，躲藏在薛修义家中。

### 民族属性
《北史》记载，高欢曾经想要在晋州大规模筑城，中外府司马房毓说：“如果贼寇到了此地，即便筑城了又有什么用？”高欢于是作罢。等到沙苑之战战败，高欢迁移秦州、南汾州、东雍州三州的人到并州，又想要放弃晋州，然后遣送家属到英雄城。薛修义劝谏说：“如果晋州失守，定州也无法保全。”高欢愤怒的说：“你们都辜负了我，之前不听同意我在并州筑城，让我现在无处可去。”薛修义说：“如果我在晋州战败，那么请诛杀我。”斛律金说：“还是要仰仗这汉族小子镇守晋州，把他的家属作为质子，不要给他增加兵马。”高欢听从了斛律金的建议，任命薛修义代理晋州刺史。等到西魏仪同长孙子彦围困逼近晋州城下，薛修义打开门埋伏士兵等待他来，长孙子彦不知道晋州城中虚实，于是逃走。高欢赞赏薛修义，立即任命薛修义为晋州刺史。海南热带海洋学院人文社会科学学院李文涛副教授指出，这一部分《北史》的内容《北齐书·薛修义传》中并没有，而且薛修义墓志几乎没有记载。《北史·薛修义传》是薛修义直接向高欢建议防守晋州，而结合《北齐书·薛修义传》、《北齐书·高市贵传》和《北史·封延之传》，是薛修义劝说封祖业未果，薛修义占据晋州，打败西魏的进攻。《北史·薛修义传》增加部分主要部分是斛律金一句话:“还仰汉小儿守，收家口为质，勿与兵马。”很明显“汉小儿”是指薛修义，此处借斛律金之口，表明薛氏为汉族身份。汉儿、汉子等词汇在南北朝时期大量出现，有时是口语，但更多时候与民族相关。李文涛认为，从《北史》有关河东薛氏增补情况来看，其所增加列传的史料主要表明河东薛氏是汉人后裔，但史料价值不高，基本不可信；研究北朝河东薛氏，史料还是以《晋书》、《魏书》为主。

## 延伸阅读
[在维基数据编辑]
 《北齊書/卷20》，出自李百药《北齊書》
 《北史·卷053》，出自李延壽《北史》